# Premier Congrès de la langue française au Canada
Le Premier Congrès de la langue française au Canada se déroule dans la ville de Québec du 24 au 30 juin 1912. Il a pour objet « l'examen des questions que soulèvent la défense, la culture et le développement de la langue et de la littérature françaises au Canada. »

## Organisation

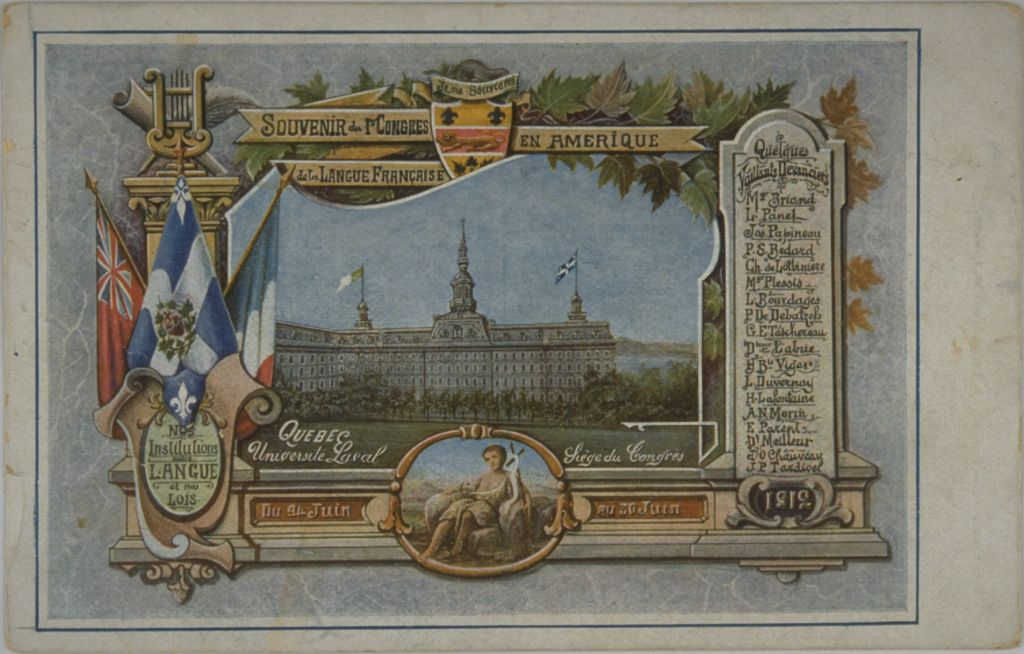
Carte postale du 1er Congrès de la langue française en Amérique

Le 14 février 1911, le bureau de direction de la Société du parler français au Canada prend la résolution d'organiser et de convoquer un Premier Congrès de la langue française au Canada, qu'on souhaite tenir dans le courant de l'année 1912, dans la ville de Québec, sous le patronage de l'Université Laval. La Société constitue un comité organisateur composée de dix de ses membres, sous la présidence de Mgr Paul-Eugène Roy, afin de fixer la date du congrès et voir aux préparatifs de l'événement, qui a pour objet « l'examen des questions que soulèvent la défense, la culture et le développement de la langue et de la littérature françaises au Canada ».
Quelque deux mois plus tard, le 10 avril, alors que l'organisation va déjà bon train, le comité lance un appel « à tous les Canadiens français et à tous les Acadiens qui ont à cœur la conservation de leur langue et de leur nationalité » pour les inviter à prendre part à ce premier congrès, du lundi 24 au dimanche 30 juin. Bien que le Congrès porte sur la langue française « au Canada », les organisateurs adressent explicitement leur invitation à tous les parlants français d'Amérique. Des comités régionaux formés par le comité général d'organisation voient au recrutement des membres du congrès autant au Québec, qu'en Ontario, dans l'Ouest canadien, les provinces atlantiques et aux États-Unis.
Le comité d'organisation, désireux de faire du congrès un événement significatif, s'assure du concours de la société civile et des représentants des pouvoirs politique et religieux. Le gouvernement québécois, dirigé par le premier ministre libéral Lomer Gouin est très favorable à la tenue de ce Congrès dans la capitale historique de Québec. En plus des salles de l'Université Laval, les congressistes investiront les salles de l'Hôtel du Parlement du Québec que leur prête le gouvernement.
L'ouverture du Congrès le 24 juin associe l'événement à un grand jour de patriotisme et lui confère un caractère solennel, populaire et festif. Les 23 et 24 juin, avant le début officiel du Congrès, on célèbre la « Fête nationale des Canadiens français » qu'organise la Société Saint-Jean-Baptiste de Saint-Sauveur de Québec. Sont au programme les traditionnelles messe, cortège, banquet, discours, divertissements, etc.
Le 24 juin à 20 h, la séance d'ouverture du Congrès, qui se tient à la Salle des exercices militaires sur la Grande Allée, est l'occasion d'une grande pompe avec musique et allocutions des principaux officiers du Congrès, du lieutenant-gouverneur François Langelier, des membres du clergé catholique, l'ancien premier ministre du Canada Wilfrid Laurier, le premier ministre du Québec Lomer Gouin, Charles Eudes Bonin, du Consulat général de France au Canada, Étienne Lamy, délégué de l'Académie française, le maire de Québec Napoléon Drouin, des ministres des provinces de l'Ontario et des Maritimes, etc.
La salle est décorée des drapeaux britannique, canadien, québécois, français, américain, et du Carillon Sacré-Cœur. Les musiciens jouent le God Save the Queen, l'hymne national britannique (qui est aussi l'hymne du Dominion), ainsi que le Ô Canada, l'hymne national des Canadiens français, et des airs patriotiques ou traditionnels tels Vive la Canadienne, À la claire fontaine, Ô Canada, mon pays, mes amours, etc.

## Déroulement
Le Congrès, qui comprend quatre sections d'étude (scientifique, pédagogique, littéraire et de propagande), tient huit séances générales en plus des séances de section, qui se déroulent de façon indépendante sous la direction de leurs propres bureaux. Dans les séances des sections, les participants présentent des mémoires, tiennent des discours, délibèrent et émettent des vœux et des propositions en rapport avec leurs champs d'études, alors que dans les séances générales, on tient des discours patriotiques sur la langue française et des rapporteurs rendent compte des travaux des sections devant l'assemblée de tous les congressistes. Cette assemblée ratifie les rapports, et vote en faveur ou non des vœux et propositions des sections.
| Section scientifique | Section scientifique                                                                         | Section scientifique                                                               |
| --- | -------------------------------------------------------------------------------------------- | ---------------------------------------------------------------------------------- |
| Président : Pascal Poirier |                                                                                              |                                                                                    |
| Sous-section historique | Sous-section juridique                                                                       | Sous-section philologique                                                          |
| Président : Joseph-Edmond Roy Secrétaire : Thomas Nadeau Rapporteur : Antonio Huot                                                                                              | Président : M. A. Constantineau Secrétaire : Oscar Hamel Rapporteur : Joseph-Évariste Prince | Président : Alcée Fortier Secrétaire : J.-E. Plamondon Rapporteur : Émile Chartier |
| Section pédagogique |                                                                                              |                                                                                    |
| Président : Pierre-Boucher de la Bruère Secrétaire : Charles-Joseph Magnan Rapporteurs : Philippe Perrier (enseignement primaire) et Narcisse Degagné (enseignement secondaire) |                                                                                              |                                                                                    |
| Section littéraire |                                                                                              |                                                                                    |
| Président : Ferdinand Roy Secrétaire : Jean-Baptiste Lagacé Rapporteur : Camille Roy                                                                                            |                                                                                              |                                                                                    |
| Section de la propagande |                                                                                              |                                                                                    |
| Président : Thomas Chapais |                                                                                              |                                                                                    |
| Sous-section A : Les associations | Sous-section B : La famille, les relations sociales, la presse, etc.                         | Sous-section C : Le commerce et l'industrie, les arts et les sciences              |
| Président : Thomas Chapais. Secrétaire : Pierre-Georges Roy Rapporteur : Élie Auclair                                                                                           | Président : Eugène Rouillard Secrétaire : Amédée Denault Rapporteur : Théophile Hudon        | Président : Armand Bédard Secrétaire : Cyrille Gagnon Rapporteur : Hector Bernier  |

Les personnes qui s'inscrivent au congrès obtiennent un Guide du congressiste de 96 pages et une médaille-insigne qui est l'œuvre de Alexandre Morlon et sur laquelle on peut lire les mots du poète français Gustave Zidler « C'est notre doux parler qui nous conserve frères. »

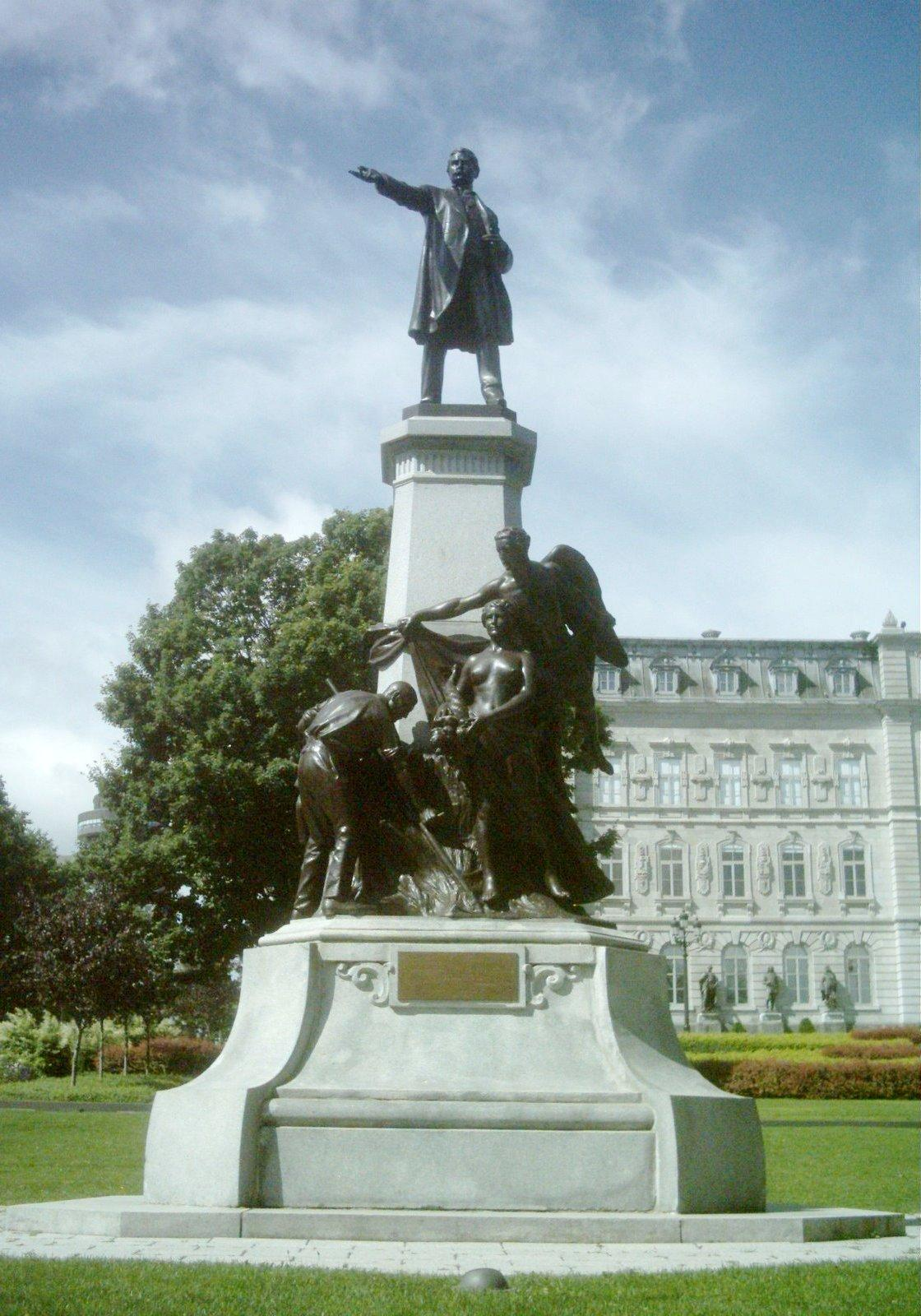
Monument à la mémoire d'Honoré Mercier, au nord de la Grande Allée, face au Parlement du Québec. Inauguré le 25 juin 1912.

En plus des travaux sérieux des différentes sections d'étude, le programme du Congrès comprend des activités à caractère symbolique tel l'inauguration, mardi le 25 juin à 15 h, du monument à Honoré Mercier sur la colline parlementaire, la remise de diplômes honorifiques de l'Université Laval, et d'autres activités que l'on dirait aujourd'hui « touristiques », tel une excursion, le matin du mercredi 26 juin, au Petit-Cap, le domaine d'été des « Messieurs » du Séminaire de Québec, situé à Saint-Joachim de Montmorency, dans la campagne québécoise. L'abbé Charles Thellier de Poncheville et le poète Gustave Zidler, qui arrivent le matin du 26, prennent part à cette excursion où l'on mange bien, chante des chansons, lit des poèmes, et prononce encore des discours.
Le vendredi 28 réserve une place aux délégués de la Nouvelle-Angleterre, Armand Bédard, président de la Société historique franco-américaine de Boston, et M. Henri-T. Ledoux, président de l'Union Saint-Jean-Baptiste d'Amérique, qui sont venus à Québec donner l'heure juste de la situation des communautés francophones des États-Unis.
Le matin du samedi 29 juin, l'assemblée plénière des congressistes adopte unanimement la proposition de MM. Jean-Baptiste Lagacé et Adjutor Rivard d'établir un Comité permanent des Congrès de la langue française en Amérique « pour la défense, la culture, l'extension et le développement de la langue et de la littérature française au Canada et en général chez les Acadiens et les Canadiens français de l'Amérique du Nord ». En plus de ce mandat général, on attribue au comité le mandat spécifique « d'assurer la publication des actes, la réalisation des vœux et la continuation de l'œuvre du Congrès de la langue française au Canada, tenu à Québec, du 24 au 30 juin 1912 ». Le soir à 21 h, l'on tient un dîner dans la salle des fêtes du nouveau Château Frontenac, qui a moins de vingt ans à cette époque.
Le dimanche 30 juin, à 9 h, on donne une messe spéciale à la basilique Notre-Dame de Québec et dans l'après-midi, un cortège organisé par l'Association catholique de la jeunesse canadienne-française défile dans la ville de Québec. Une séance générale tenue en soirée à la Salle des exercices militaires clôture le Congrès, et les membres sont invités à assister à une feu d'artifice en face du Parlement.

## Mémoires
Les quatre sections du Congrès reçoivent 65 mémoires au total.
Des 19 mémoires traitant de sujets scientifiques, sept se rapportent à l'histoire de la langue française au Canada, sept autres à la situation juridique du français à travers la fédération canadienne et les États-Unis, et les cinq restant discutent de questions philologiques.
Les 21 mémoires reçues par la section pédagogique donnent aux congressistes un portrait statistique de l'enseignement du français au Canada et aux États-Unis.
Les dix mémoires présentés à la section littéraire traitent de l'état de littérature canadienne de langue française, de son développement et de sa propagation, de sa place dans les écoles, etc.
Les 15 mémoires de la section de la propagande traitent de la qualité du français diffusé par la presse, les associations, de même qu'au foyer, dans l'industrie, le commerce, les sciences et le service public.

## Vœux
Le premier congrès débouche sur l'adoption d'une série de déclarations et vœux des congressistes ayant participé aux différentes sections d'étude.

### Section scientifique
La sous-section historique de la Section scientifique formule quatre vœux : 
- que les noms des « plus vaillants apôtres et défenseurs de notre idiome en ce pays » soient enseignés dans les écoles et collèges et que des monuments soient érigés en leur honneur ;
- que soit fondée une section historique de la Société du parler français afin de mieux faire connaître l'histoire ;
- que les Canadiens français du Québec et les émigrés des États-Unis soient encouragés à aller grossir le nombre des groupes français établis dans l'Ouest canadien, l'Ontario et les Maritimes ;
- qu'un Bureau de colonisation soit fondé à Québec et des bureaux de correspondance dans l'Ouest.

La sous-section juridique émet les vœux :
- qu'un comité spécial « chargé de veiller à la législation touchant les droits de la langue » soit formé ;
- que partout au Canada où il y a des groupes importants de francophones le français soit maintenu ou établi au même rang que l'anglais ;
- que ce comité fasse connaître au peuple ses droits ; que la défense des droits du français soit exigée des candidats aux élections.

La sous-section philologique émet les vœux : 
- que le public soit instruit de la différence entre langue, patois et dialecte « afin de proscrire la distinction absurde que l'on établit entre le Parisian French et le Canadian French »;
- que l'on réponde « par des démonstrations scientifiques, à ceux qui méprisent le caractère archaïque de la lexicologie, de la phonétique et de la syntaxe du français populaire d'Amérique » ;
- que la classe des gens instruits soigne son langage et lutte contre les erreurs et les anglicismes ;
- que les écoles fassent apprendre aux élèves un « Catéchisme du parler français » (un tableau des principales fautes de phonétique, de syntaxe, des anglicismes et de leurs équivalents français) ;
- que l'orthographe du français continue d'être conforme « aux changements adoptés par l'Académie française dans son rapport du 9 mars 1905 » ;
- qu'une commission permanente soit créée « pour la désignation des endroits nouvellement explorés dans la province de Québec » ;
- qu'une série de cartes géographiques murales soit conçue pour faire connaître la province.

### Section pédagogique
La Section pédagogique émet, concernant l'enseignement primaire, les vœux suivants :
- que le salaire des instituteurs et institutrices soit haussé ;
- que des écoles normales catholiques et bilingues soient créées dans toutes les provinces du Canada si possible ;
- que les Canadiens de langue française de l'Alberta et de la Saskatchewan revendiquent un cours primaire en français et ne se contentent plus d'une demi-heure de français dans les écoles ;
- que la presse française d'Amérique proteste contre « la réduction du français dans les écoles primaires de l'Ontario, et contre la double inspection des inspecteurs anglais et canadiens-français » ;
- qu'une faculté pédagogique soit fondée à l'Université d'Ottawa ; que des écoles paroissiales soient établies en plus grand nombre dans la Nouvelle-Angleterre ;
- que soient organisés des écoles bilingues où le français reste la langue de l'enseignement général ;
- qu'une image ou une statue du Sacré-Cœur de Jésus soit mise à l'honneur dans les écoles bilingues ;
- que le Bulletin du Parler français au Canada et des fascicules des anglicismes soient adressés aux écoles du Québec ;
- que l'enseignement du français au primaire soit amélioré en augmentant le nombre des exercices de composition, des récompenses aux élèves qui font des efforts, la création de cercles du « bon parler » ;
- que des bibliothèques soient créées dans les écoles primaires.

Concernant l'enseignement secondaire, elle émet les vœux : 
- que les collèges maintiennent l'enseignement des études latines et grecques comme utiles à la défense et à la maîtrise du français ;
- que l'on maintienne également les études de grammaire historique ;
- que l'Université d'Ottawa et le collège Saint-Boniface reçoivent plus de soutien et conservent leur enseignement en français ;
- que les Cercles du Parler français se développent ;
- que les bibliothèques soient garnies « d'ouvrages propres à former l'esprit, à élever l'âme, et « écrits de main d'ouvrier » » ;
- qu'une bonne place soit accordé aux ouvrages canadiens, « notamment à ceux d'histoire » ;
- qu'un prix du Parler français soit fondé dans toutes les écoles et collèges là où ce n'est pas déjà fait.

### Section littéraire
La Section littéraire souhaite :
- que la littérature classique et moderne soit diffusée le plus largement possible ;
- que la littérature canadienne-française soit mieux connue ;
- que des récompenses soient accordées aux œuvres canadiennes-françaises « de caractère vraiment national » ;
- que le dictionnaire de la Société du Parler français soit publié le plus tôt possible afin de mieux faire connaître le français du Canada ;
- que l'étude de l'histoire de la littérature canadienne soit introduite dans l'enseignement secondaire ;
- qu'une École normale supérieure soit établie au plus tôt ; qu'un bulletin inter collégial soit fondé ;
- que la culture littéraire soit développée dès le primaire  ;
- qu'une lutte soit menée contre la littérature jugée pornographique.

### Section de la propagande
Les trois sous-sections de la Section de la propagande émettent de nombreux vœux propres à leur domaine.
La sous-section A (les associations) désire :
- que les associations à caractère national reçoivent la préférence ;
- que les associations canadiennes-françaises et acadiennes du Canada et des États-Unis s'unissent dans leurs efforts tout en restant distinctes et autonomes ;
- que des sections des associations SJB et de l'ACJC soient créées dans tous les milieux canadiens-français pour y encourager l'usage et la culture de la langue nationale par des soirées littéraires et pour célébrer partout le 24 juin ;
- que la prédication et le catéchisme soient faits en français dans toutes les paroisses où c'est possible ;
- qu'on incite les mères de famille à veiller à la qualité du français de leurs enfants ;
- qu'elles leur fassent aimer leur langue par des chants et des récits nationaux ;
- que les mères donnent le bon exemple non seulement aux enfants mais aux pères ;
- qu'une association féminine correspondant à l'ACJC soit créée ;
- que les mariages entre francophones soient encouragés.

La sous-section B (la famille, les relations sociales, la presse, etc.) désire :
- que la prédication du catéchisme se fasse en français ;
- que les mères de famille corrigent le parler des enfants, leur fasse aimer le français par « des chants et des récits religieux et nationaux » ;
- que les mères exercent leur influence sur les pères pour que ceux-ci donnent l'exemple du bon langage, épuré d'expressions vulgaires ;
- que les mères qui élèvent des enfants dans les provinces anglaises entourent leurs enfants de compagnons, compagnes et servantes qui parlent français ;
- que les filles donnent le bon exemple à leurs frères ;
- que les parents fassent éduquer leurs enfants en français partout où cela est possible ;
- que les parents de mariages mixtes voient également à ce que leurs enfants apprennent le français à la maison ;
- que l'on fasse lire aux parents des livres comme, par exemple, Colette Baudoche de Maurice Barrès et Les Oberlé de René Bazin ;
- que ceux qui animent les journaux de langue française prennent conscience de l'influence qu'ils ont sur la langue ;
- que les citoyens soutiennent financièrement leurs journaux ;
- que la Société du parler français établisse un réseau de comités dans les centres urbains pour entretenir des relations avec les directeurs et rédacteurs des journaux.

La sous-section C (le commerce et l'industrie, les arts et les sciences) désire :
- que les cercles agricoles, sociétés d'agriculture et autres distribuent des guides terminologiques ;
- que les professeurs et instituteurs s'appliquent à faire connaître le nom français des espèces végétales et animales et des minéraux ;
- que le gouvernement ou une maison d'édition publie une série de tableaux d'histoire naturelle avec illustrations couleurs pour les écoles ;
- que les professeurs des écoles techniques indiquent les termes français qui désignent les outils, les mécanismes et machines pour lutter contre les anglicismes dans le vocabulaire technique des industriels et ouvriers ;
- que les patrons s'informent également des termes français pour donner le bon exemple aux ouvriers ;
- que des tableaux illustrés soient placés dans les usines pour indiquer les noms français des outils et machines ;
- que la victoire du français dans les industries de transport encourage les Canadiens français et Acadiens à se servir de leur langue en tout temps dans les relations industrielles et commerciales autant entre eux qu'avec les autres Canadiens ;
- que les écoles commerciales enseignent la correspondance et la tenue des livres en français ;
- que même dans les maisons anglaises, les Canadiens français et Acadiens se servent du français ;
- que l'on donne la préférence aux commerces et industries qui reconnaissent et respectent les droits de la langue française.